# EuroCup Women 2010-2011
L'EuroCup Women 2010-2011 è stata la nona edizione della competizione organizzata dalla FIBA Europe. Le israeliane dell'Elitzur Ramla hanno vinto la loro prima coppa, battendo in finale le francesi dell'Arras.
Al torneo hanno partecipato 36 squadre. Il turno di qualificazione prevede dodici gironi all'italiana, con partite di andata e ritorno. Due gruppi sono formati da 4 squadre, otto da 3, due da 2. Le prime due di ogni girone e le otto migliori terze vengono ammesse alla fase a eliminazione diretta, che si svolge interamente con partite di andata e ritorno.

## Squadre partecipanti
| Russia - Vologda-Čevakata - Dinamo Mosca - D. Novosibirsk - Dinamo Kursk - Spartak Noginsk | Belgio - Sint-Katelijne-Waver - Template:Basket Namur Capital F - Lotto Young Cats | Francia - Arras - Villeneuve-d'Ascq - Nantes Rezé | Portogallo - Olivais Coimbra - Algés - Vagos |
| Bielorussia - Horizont Minsk - Template:Basket Minsk 2006 F                                | Croazia - Šibenik - Novi Zagabria                                                  | Grecia - Aris Salonicco - Athinaīkos A.S.         | Spagna - Gran Canaria 2014 - CDB Saragozza   |
| Ungheria - Szeged - UNI Győr                                                               | Armenia - Hatis Erevan                                                             | Bosnia ed Erzegovina - Željezničar Sarajevo       | Cipro - AEK Larnaca                          |
| Germania - Saarlouis                                                                       | Israele - Elitzur Ramla                                                            | Italia - Reyer Venezia                            | Lituania - Lemminkäinen Klaipėda             |
| Polonia - Katarzynki Toruń                                                                 | Romania - SCM-CSS Craiova                                                          | Serbia - Partizan                                 | Slovacchia - MBK Ružomberok                  |
| Turchia - Beşiktaş                                                                         |                                                                                    |                                                   |                                              |

## Regular season

### Gruppo A
|    | Squadra                 | G | V | P | PF  | PS  | Pts |
| -- | ----------------------- | - | - | - | --- | --- | --- |
| 1. | Vologda-Čevakata        | 4 | 4 | 0 | 359 | 210 | 8   |
| 2. | Lemminkäinen Klaipėda   | 4 | 1 | 3 | 227 | 309 | 5   |
| 3. | KK Željezničar Sarajevo | 4 | 1 | 3 | 241 | 308 | 5   |

### Gruppo B
|    | Squadra           | G | V | P | PF  | PS  | Pts |
| -- | ----------------- | - | - | - | --- | --- | --- |
| 1. | BC Horizont Minsk | 4 | 4 | 0 | 328 | 238 | 8   |
| 2. | Spartak Noginsk   | 4 | 2 | 2 | 294 | 280 | 6   |
| 3. | SCM-CSS Craiova   | 4 | 0 | 4 | 221 | 325 | 4   |

### Gruppo C
|    | Squadra                | G | V | P | PF  | PS  | Pts |
| -- | ---------------------- | - | - | - | --- | --- | --- |
| 1. | ŽKK Partizan Belgrado  | 4 | 3 | 1 | 268 | 245 | 7   |
| 2. | AC Aris Salonicco      | 4 | 2 | 2 | 234 | 251 | 6   |
| 3. | Beşiktaş JK Cola Turka | 4 | 1 | 3 | 251 | 257 | 5   |

### Gruppo D
|    | Squadra                      | G | V | P | PF  | PS  | Pts |
| -- | ---------------------------- | - | - | - | --- | --- | --- |
| 1. | Athīnaikos                   | 2 | 2 | 0 | 164 | 96  | 4   |
| 2. | Lupa Promotion Novi Zagabria | 2 | 0 | 2 | 96  | 164 | 2   |

### Gruppo E
|    | Squadra               | G | V | P | PF  | PS  | Pts |
| -- | --------------------- | - | - | - | --- | --- | --- |
| 1. | Dinamo Kursk          | 2 | 2 | 0 | 121 | 111 | 4   |
| 2. | ŽKK Jolly JBS Šibenik | 2 | 0 | 2 | 111 | 121 | 2   |

### Gruppo F
|    | Squadra            | G | V | P | PF  | PS  | Pts |
| -- | ------------------ | - | - | - | --- | --- | --- |
| 1. | Dinamo Novosibirsk | 4 | 3 | 1 | 320 | 279 | 7   |
| 2. | Elitzur Ramla      | 4 | 3 | 1 | 300 | 272 | 7   |
| 3. | Hatis Erevan       | 4 | 0 | 4 | 270 | 339 | 4   |

### Gruppo G
|    | Squadra               | G | V | P | PF  | PS  | Pts |
| -- | --------------------- | - | - | - | --- | --- | --- |
| 1. | Dinamo Mosca          | 4 | 4 | 0 | 341 | 218 | 8   |
| 2. | BK Minsk 2006         | 4 | 2 | 2 | 325 | 241 | 6   |
| 3. | Petrolina AEK Larnaca | 4 | 0 | 4 | 193 | 400 | 4   |

### Gruppo H
|    | Squadra             | G | V | P | PF  | PS  | Pts |
| -- | ------------------- | - | - | - | --- | --- | --- |
| 1. | Nantes Rezé Basket  | 6 | 5 | 1 | 485 | 368 | 11  |
| 2. | Seat Lami-Vèd Gyõr  | 6 | 5 | 1 | 427 | 374 | 11  |
| 3. | TV Saarlouis Royals | 6 | 2 | 4 | 420 | 466 | 8   |
| 4. | AD Vagos            | 6 | 0 | 6 | 373 | 497 | 6   |

### Gruppo I
|    | Squadra           | G | V | P | PF  | PS  | Pts |
| -- | ----------------- | - | - | - | --- | --- | --- |
| 1. | Villeneuve-d'Ascq | 6 | 6 | 0 | 453 | 341 | 12  |
| 2. | MBK Ružomberok    | 6 | 4 | 2 | 402 | 349 | 10  |
| 3. | Lotto Young Cats  | 6 | 2 | 4 | 355 | 399 | 8   |
| 4. | Olivais Coimbra   | 6 | 0 | 6 | 330 | 451 | 6   |

### Gruppo J
|    | Squadra               | G | V | P | PF  | PS  | Pts |
| -- | --------------------- | - | - | - | --- | --- | --- |
| 1. | Mann Filter Saragozza | 4 | 3 | 1 | 308 | 217 | 7   |
| 2. | Energa Toruń          | 4 | 3 | 1 | 346 | 251 | 7   |
| 3. | Sport Algés Dafundo   | 4 | 0 | 4 | 168 | 354 | 4   |

### Gruppo K
|    | Squadra              | G | V | P | PF  | PS  | Pts |
| -- | -------------------- | - | - | - | --- | --- | --- |
| 1. | Arras Pays d'Artois  | 4 | 3 | 1 | 282 | 245 | 7   |
| 2. | Reyer Venezia        | 4 | 3 | 1 | 263 | 259 | 7   |
| 3. | Dexia Namur Capitale | 4 | 0 | 4 | 233 | 274 | 4   |

### Gruppo L
|    | Squadra                  | G | V | P | PF  | PS  | Pts |
| -- | ------------------------ | - | - | - | --- | --- | --- |
| 1. | Gran Canaria 2014        | 4 | 4 | 0 | 304 | 252 | 8   |
| 2. | Mediateam Szeged         | 4 | 1 | 3 | 260 | 290 | 5   |
| 3. | BBC Sint-Katelijne-Waver | 4 | 1 | 3 | 264 | 286 | 5   |

## Fase Finale

### Sedicesimi di Finale
| Squadra 1                    | Squadra 2             | Andata   | Ritorno  |
| ---------------------------- | --------------------- | -------- | -------- |
| Lupa Promotion Novi Zagabria | Vologda-Čevakata      | 56 - 83  | 54 - 77  |
| SCM-CSS Craiova              | Athīnaikos            | 49 - 86  | 56 - 78  |
| Hatis Erevan                 | Dinamo Mosca          | 57 - 62  | 63 - 94  |
| Dexia Namur Capitale         | BC Horizont Minsk     | 45 - 68  | 48 - 74  |
| ŽKK Jolly JBS Šibenik        | Villeneuve-d'Ascq     | 64 - 52  | 59 - 78  |
| Lemminkäinen Klaipėda        | Gran Canaria 2014     | 58 - 68  | 0 - 20   |
| KK Željezničar Sarajevo      | Dinamo Kursk          | 51 - 73  | 46 - 76  |
| Mediateam Szeged             | Nantes Rezé Basket    | 59 - 84  | 72 - 93  |
| BBC Sint-Katelijne-Waver     | Seat Lami-Vèd Gyõr    | 59 - 66  | 56 - 77  |
| Beşiktaş JK Cola Turka       | Mann Filter Saragozza | 63 - 71  | 55 - 67  |
| Lotto Young Cats             | Energa Toruń          | 62 - 70  | 60 - 85  |
| TV Saarlouis Royals          | Arras Pays d'Artois   | 62 - 92  | 60 - 107 |
| Dinamo Novosibirsk           | AC Aris Salonicco     | 103 - 59 | 77 - 61  |
| Spartak Noginsk              | Elitzur Ramla         | 64 - 77  | 80 - 103 |
| BK Minsk 2006                | ŽKK Partizan Belgrado | 64 - 77  | 71 - 77  |
| MBK Ružomberok               | Reyer Venezia         | 78 - 91  | 64 - 81  |

### Ottavi di Finale
| Squadra 1             | Squadra 2          | Andata  | Ritorno |
| --------------------- | ------------------ | ------- | ------- |
| Reyer Venezia         | Vologda-Čevakata   | 62 - 67 | 64 - 73 |
| ŽKK Partizan Belgrado | Athīnaikos         | 66 - 60 | 56 - 71 |
| Elitzur Ramla         | Dinamo Mosca       | 66 - 57 | 60 - 57 |
| Dinamo Novosibirsk    | BC Horizont Minsk  | 83 - 66 | 56 - 64 |
| Arras Pays d'Artois   | Villeneuve-d'Ascq  | 76 - 66 | 58 - 56 |
| Energa Toruń          | Gran Canaria 2014  | 63 - 68 | 63 - 60 |
| Mann Filter Saragozza | Dinamo Kursk       | 77 - 59 | 69 - 59 |
| Seat Lami-Vèd Gyõr    | Nantes Rezé Basket | 68 - 70 | 58 - 74 |

### Quarti di finale
| Squadra 1             | Squadra 2           | Andata  | Ritorno |
| --------------------- | ------------------- | ------- | ------- |
| Nantes Rezé Basket    | Vologda-Čevakata    | 83 - 70 | 72 - 92 |
| Mann Filter Saragozza | Athīnaikos          | 53 - 53 | 62 - 74 |
| Elitzur Ramla         | Gran Canaria 2014   | 78 - 54 | 76 - 72 |
| Dinamo Novosibirsk    | Arras Pays d'Artois | 67 - 76 | 65 - 87 |

### Semifinali
| Squadra 1           | Squadra 2        | Andata  | Ritorno |
| ------------------- | ---------------- | ------- | ------- |
| Arras Pays d'Artois | Vologda-Čevakata | 67 – 66 | 67 – 67 |
| Elitzur Ramla       | Athīnaikos       | 74 – 59 | 81 – 88 |

### Finale
| Squadra 1     | Squadra 2           | Andata  | Ritorno |
| ------------- | ------------------- | ------- | ------- |
| Elitzur Ramla | Arras Pays d'Artois | 61 – 61 | 61 – 53 |

## Statistiche individuali

### Punti
| Pos. | Nome              | Squadra            | Partite | Punti | Media |
| ---- | ----------------- | ------------------ | ------- | ----- | ----- |
| 1    | Ana Dabović       | Dinamo Novosibirsk | 9       | 183   | 20,33 |
| 2    | Le'coe Willingham | Elitzur Ramla      | 14      | 269   | 19,21 |
| 3    | Essence Carson    | Seat Lami-Vèd Gyõr | 9       | 172   | 19,11 |
| 4    | Olayinka Sanni    | Villeneuve-d'Ascq  | 10      | 190   | 19,00 |
| 5    | Simona Podesvová  | MBK Ružomberok     | 8       | 144   | 18,00 |

### Rimbalzi
| Pos. | Nome              | Squadra               | Partite | Rimbalzi | Media |
| ---- | ----------------- | --------------------- | ------- | -------- | ----- |
| 1    | Simona Podesvová  | MBK Ružomberok        | 8       | 95       | 11,88 |
| 2    | Jasmine Stone     | ŽKK Partizan Belgrado | 8       | 88       | 11,00 |
| 3    | Carla Thomas      | Villeneuve-d'Ascq     | 10      | 108      | 10,80 |
| 4    | Le'coe Willingham | Elitzur Ramla         | 14      | 135      | 9,64  |
| 5    | Olayinka Sanni    | Villeneuve-d'Ascq     | 10      | 94       | 9,40  |

### Assist
| Pos. | Nome               | Squadra            | Partite | Assist | Media |
| ---- | ------------------ | ------------------ | ------- | ------ | ----- |
| 1    | Caroline Aubert    | Nantes Rezé Basket | 12      | 59     | 4,92  |
| 2    | Natallja Marčanka  | Dinamo Mosca       | 8       | 38     | 4,75  |
| 3.   | Ana Dabović        | Dinamo Novosibirsk | 9       | 41     | 4,56  |
| 4.   | Marija Čerepanova  | Vologda-Čevakata   | 12      | 53     | 4,42  |
| 5.   | Marjorie Carpréaux | Villeneuve-d'Ascq  | 9       | 38     | 4,22  |